# Bangarang
| Recensione | Giudizio |
| ---------- | -------- |
| AllMusic   |          |

Bangarang è il quinto EP del DJ statunitense Skrillex, pubblicato il 23 dicembre 2011 dalla Big Beat Records.
L'EP è stato distribuito anche in formato CD il 24 gennaio 2012.

## Tracce
1. Right In – 3:00
2. Bangarang (feat. Sirah) – 3:35
3. Breakn' a Sweat (Skrillex & The Doors) – 5:01
4. The Devil's Den (Skrillex & Wolfgang Gartner) – 4:52
5. Right on Time (Skrillex, 12th Planet & Kill the Noise) – 4:05
6. Kyoto (feat. Sirah) – 3:20
7. Summit (feat. Ellie Goulding) – 6:13

## Formazione
Musicisti
- Skrillex – sintetizzatore, programmazione
- Sirah – voce (tracce 2 e 6)
- The Doors
  - Robby Krieger – chitarra e voce (traccia 3)
  - Ray Manzarek – tastiera e voce (traccia 3)
  - John Densmore – batteria (traccia 3)
- Wolfgang Gartner – sintetizzatore e programmazione (traccia 4)
- 12th Planet, Kill the Noise – sintetizzatori e programmazione (traccia 5)
- Ellie Goulding – voce (traccia 7)

Produzione
- Skrillex – produzione, registrazione, missaggio, mastering
- Wolfgang Gartner – produzione (traccia 4)
- 12th Planet, Kill the Noise – produzione (traccia 5)